# Muzayrib (nahija)
Nahija Muzayrib (ar. ناحية مزيريب) je nahija u okrugu Daraa, u sirijskoj pokrajini Daraa. Po popisu iz 2004. (prije rata), nahija je imala 72.625 stanovnika. Administrativno sjedište je u naselju Muzayrib.